# Imparfinis mishky
Imparfinis mishky es una especie de peces de la familia Heptapteridae en el orden de los Siluriformes.

## Hábitat
Es un pez de agua dulce.

## Distribución geográfica
Se encuentran en Sudamérica: ríos  Paraná y  Uruguay en la Argentina.